# True Romance (soundtrack)
True Romance is de originele soundtrack van de gelijknamige film uit 1993. Het album bevat popsongs uit de film en de originele filmmuziek van Hans Zimmer. Het album werd uitgebracht op 7 september 1993 door Morgan Creek Records. In 2018 werd door Morgan Creek Records alsnog ook de volledige filmmuziek van Zimmer uitgebracht op een soundtrackalbum. 

## True Romance (Very Cool Music Motion Picture Soundtrack)
De componist Hans Zimmer, die eerder met regisseur Tony Scott heeft gewerkt aan de film Days of Thunder (1990) werd door Scott opnieuw gevraagd voor het componeren van de filmmuziek. Het hoofdthema uit de film dat Zimmer componeerde ("You're So Cool") is geïnspireerd op Gassenhauer nach Hans Neusiedler (1536) voor sopraan- en altxylofoon, castagnetten, trom, tamboerijn en pauken uit 1952 van Gunild Keetman. Dat stuk werd eerder gebruikt bij de film Badlands (1973), een van de favoriete films van Scott. De muziek uit de scène tussen Dennis Hopper en Christopher Walken is "Bloemenduet" uit de opera Lakmé van de componist Léo Delibes.

### Nummers
| Nr. | Titel                                              | Artiest         | Duur |
| --- | -------------------------------------------------- | --------------- | ---- |
| 1   | "You're So Cool"                                   | Hans Zimmer     | 3:40 |
| 2   | "Graceland"                                        | Charlie Sexton  | 3:25 |
| 3   | "In Dreams"                                        | John Waite      | 3:45 |
| 4   | "Wounded Bird"                                     | Charles & Eddie | 5:09 |
| 5   | "I Want You Body"                                  | Nymphomania     | 4:18 |
| 6   | "Stars At Dawn"                                    | Hans Zimmer     | 2:04 |
| 7   | "I Need A Heart To Come Home To"                   | Shelby Lynne    | 4:20 |
| 8   | "Viens Mallika Sous Le Dome Edais" ("Bloemenduet") | Howard Blake    | 3:56 |
| 9   | "(Love Is) The Trender Trap"                       | Robert Palmer   | 2:37 |
| 10  | "Outshined                                         | Soundgarden     | 5:12 |
| 11  | "Amid The Chaos Of The Day"                        | Hans Zimmer     | 4:54 |
| 12  | "Two Hearts"                                       | Chris Isaak     | 3:33 |

## True Romance (Original Motion Picture Score)
True Romance is de tweede soundtrack van de gelijknamige film uit 1993. Het album bevat alleen de originele filmmuziek van Hans Zimmer. Het album werd in muziekdownload-formaat uitgebracht op 12 januari 2018 door Morgan Creek Records.

### Nummers
Allen nummers zijn gecomponeerd door Hans Zimmer.
| Nr. | Titel                                                 | Duur |
| --- | ----------------------------------------------------- | ---- |
| 1   | "You're So Cool (Main Title)"                         | 2:30 |
| 2   | "I Think I Love You"                                  | 2:45 |
| 3   | "To the Club"                                         | 1:04 |
| 4   | "Not My Clothes"                                      | 0:59 |
| 5   | "I'm Your Son"                                        | 1:11 |
| 6   | "Father Goodbyes"                                     | 2:03 |
| 7   | "Stars at Dawn"                                       | 1:06 |
| 8   | "Alabama Hit"                                         | 1:44 |
| 9   | "Start Over"                                          | 1:30 |
| 10  | "Needed Gun"                                          | 1;10 |
| 11  | "Elevator Tension"                                    | 2:01 |
| 12  | "Police Comes In"                                     | 0:55 |
| 13  | "Shootout"                                            | 5:58 |
| 14  | "End Scene                                            | 1:46 |
| 15  | "You're So Cool / Main Title (Alternate I)"           | 2:29 |
| 16  | "You're So Cool / Main Title (Alternate II)"          | 2:29 |
| 17  | "You're So Cool / Main Title (Remix)"                 | 2:28 |
| 18  | "You're So Cool (Extended Single Version)"            | 3:38 |
| 19  | "Stars at Dawn (Extended Single Version)"             | 2:00 |
| 20  | "Amid the Chaos of the Day (Extended Single Version)" | 4:51 |